# Ruiru
Ruiru – miasto w południowej Kenii, w zespole miejskim Nairobi; ośrodek przemysłu spożywczego, włókienniczego, odzieżowego; instytut naukowy (badania nad uprawą kawy); węzeł kolejowy i drogowy. Około 490 tys. mieszkańców.
W mieście rozwinął się przemysłu spożywczy, włókienniczy oraz odzieżowy.